# Термопанели
Термопанель — композиционная система, состоящая из теплоизоляционного материала пенополиуретана (ППУ), пенополистирола (ПСБ-С, ППС, EPS) или экструзионного пенополистирола (ЭППС, XPS), декоративного слоя из различных материалов и клеевого состава, используемого для приклеивания декоративного слоя на её теплоизоляционную основу. Улучшенная конструкция термопанели дополнительно включает шип-паз по периметру, предназначенный для исключения возникновения мостиков холода при монтаже термопанелей.

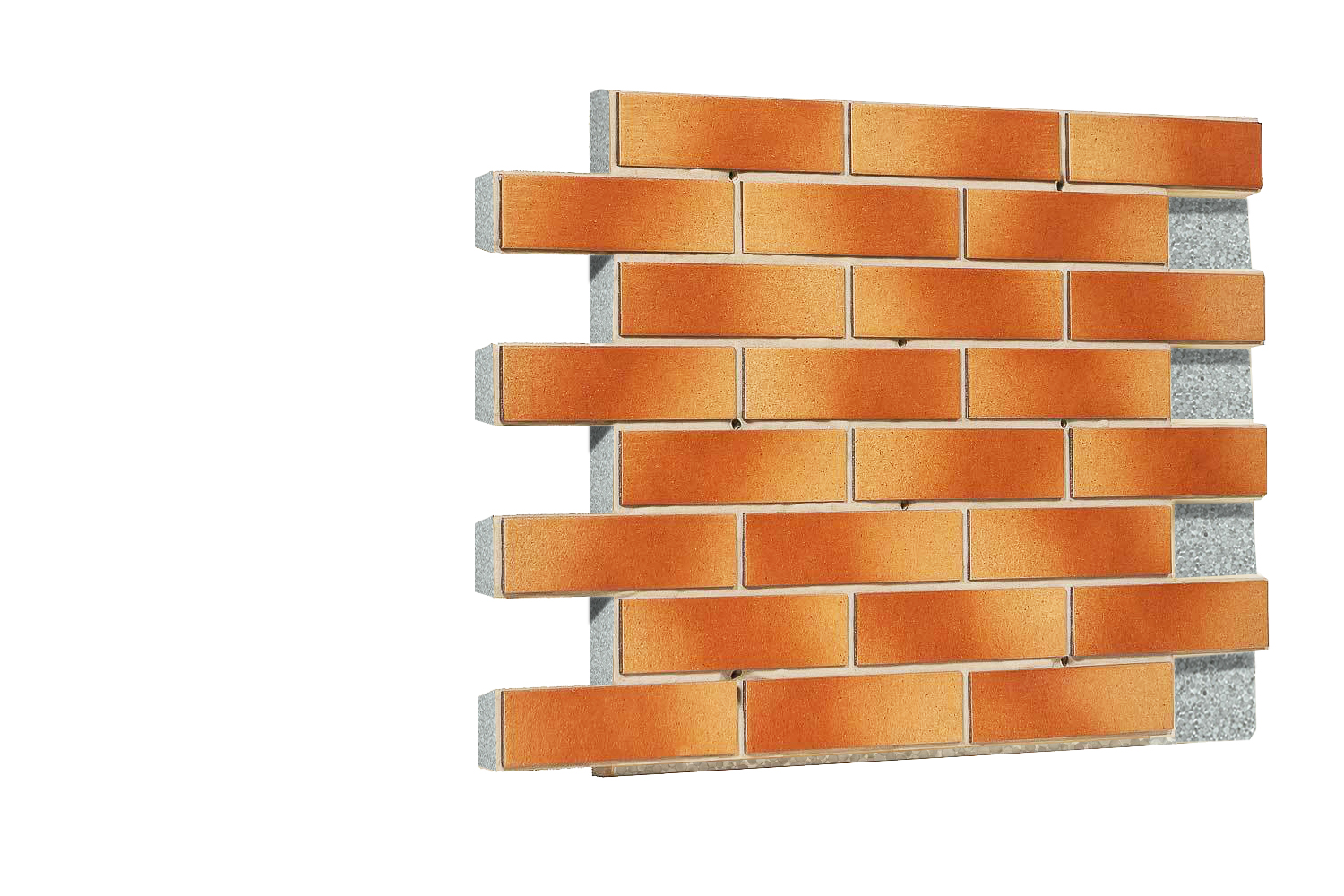
Термопанель

Пенополиуретан — материал, на основе которого осуществляется теплоизоляция стен. Благодаря высоким теплоизоляционным свойствам, он широко применяется там, где необходима теплоизоляция дома высокой эффективности с минимальными затратами и при минимальной толщине. Так, например, пенополиуретановая панель теплоизоляционная толщиной 65 мм способна заменить 180 см силикатного кирпича. Из-за технологии затвердения пенополиуретан чаще используется при производстве сэндвич-панелей или в качестве напыляемой теплоизоляции, чем как основа термопанелей.
Пенополистирол — наиболее доступный по стоимости материал для теплоизоляционной основы термопанелей. Производители, которые заботятся о качестве конечного продукта, для производства термопанелей применяют улучшенные марки с антипиренами: ПСБ-С-25, ПСБ-С-35 или ППС25-Р-А (производимыми в РФ по ГОСТ 15588).
Экструдированный (экструзионный) полистирол — более современный материал, средний вес термопанелей с клинкерной плиткой 15 кг/м2 . 50мм ЭППС заменяет 1 метр кирпичной кладки . Средний срок службы ЭППС — 50 лет, сопоставим со сроком службы клинкера . Одно из главных преимуществ экструзионного полистирола в том что этот материал не меняет своей геометрии на протяжении всего срока эксплуатации (в отличие от, например, пенополиуретана) .
Особенность термопанелей заключается в том, что термопанели являются продуктами высокой заводской готовности. То есть имеют заводской декоративный слой, который правильнее называть декоративно-защитным слоем: теплоизоляционной основе из пенополистирола требуется защита от ультрафиолета и атмосферных осадков.
Для отделочного слоя обычно используется клинкерная плитка «под кирпич». Монтаж термопанелей может осуществляться в любое время года.
В данной таблице представлена зависимость коэффициента термического сопротивления Ro тр от толщины панели и материала стен, на которые монтируется панели. Материал: пенополиуретановая пена +15 мм (клинкерная плитка)
| Материал стены                 | Толщина стенки, см | Величина Ro тр без термопанели | Приведенное сопротивление теплопередаче Ro тр (м2хоС)/Ватт с использованием термопанели. Сист. 65 мм (Ro=2,55) |
| ------------------------------ | ------------------ | ------------------------------ | --- |
| Бетон                          | 25                 | 0,17                           | 2,72 |
| Пенобетон                      | 40                 | 1,90                           | 4,45 |
| Кирпич                         | 65                 | 1,38                           | 3,93 |
| Кирпич пустотелый              | 65                 | 1,86                           | 4,41 |
| Дерево                         | 25                 | 1,39                           | 3,94 |
| Каркас (OSB + мин. вата + OSB) | 1,25 + 10 + 1,25   | 1,73                           | 4,28 |

## Основные преимущества термопанелей
- Выдерживают холода и при −40 °C;
- облицовка под кирпич;
- Эффективная теплоизоляция стен — утеплитель от 40 до 100 мм;
- Экологическая чистота материалов — облицовка клинкером или натуральной мраморной крошкой;
- Гарантированная защита от атмосферных осадков;
- Самонесущая конструкция, не требуют дополнительных фундаментов;
- Отсутствие мокрых процессов и связанных с этим проблем монтажа фасадов;
- Проведение работ в любую погоду и в любое время года;
- Минимальные сроки монтажа;
- Чистота и точность монтажа;
- Срок службы не менее 25 лет;